# Nikolaj Alexandrovič Ščors
Nikolaj Alexandrovič Ščors (rusky Николай Александрович Щорс, ukrajinsky Микола Олексанрович Щорс; 25. květnajul./ 6. června 1895greg., Snovsk – 30. srpna 1919, Bilošyci, Žytomyrská oblast) byl vojenský velitel v první světové válce, který bojoval na straně Ruského impéria. Během občanské války v Rusku stanul v čele partyzánského vojenského oddílu na straně Rudé armády. Člen Komunistické strany Sovětského svazu. Během války byl zabit.

## Život
Nikolaj Alexandrovič Ščors se narodil v početné ukrajinské rodině strojvůdce.
V roce 1909 s vyznamenáním vystudoval církevní školu a v roce 1910 nastoupil do vojenské zdravotní školy v Kyjevě.
Po studiích v roce 1914, kdy Rusko vyhlásilo válku Německu, Nikolaj Ščors byl převeden do dělostřeleckého pluku do funkce polního lékaře a poslán do bojů v Pobaltí.
V roce 1916 prošel čtyřměsíční vojenský rychlokurz v Poltavě a jako poddůstojník bojoval v 84. pěší divizi. O rok později byl povýšen do hodnosti podporučíka. Kvůli těžkým podmínkám v bojových liniích Ščors onemocněl tuberkulózou a musel proto podstoupit léčbu v Simferopolu. 30. prosince 1917 byl zproštěn vojenské služby a mohl se vrátit domů.
Začátkem občanské války v Rusku musel opustit Snovsk a v září roku 1918 organizoval první ukrajinský sovětský pluk, pojmenovaný po slavném ukrajinském kozákovi Ivanu Bohunovi. Během října a listopadu téhož roku bojoval proti Němcům a vojskům Pavla Skoropadského.
V roce 1919 velel první ukrajinské sovětské divizi, která dobyla Žytomyr, Vinnycju a Žmerynku. Rudá armáda postupovala dále na západ a zničila vojenské síly Symona Petljury v Rovnu a Proskurově. Avšak v okolí města Šepetivka, po dlouhém boji, vojska Nikolaje Ščorse musela ustoupit na východ kvůli silným útokům armády Druhé Polské republiky.
15. srpna roku 1919 se první ukrajinská divize stala součástí 44. střelecké divize Rudé armády. 21. srpna téhož roku se Nikolaj Ščors stal velitelem této divize. Zemřel za ne zcela jasných okolností 30. srpna roku 1919 během bojů s Ukrajinskou haličskou armádou v Žytomyrské oblasti. Podle oficiální verze byl zabit v boji nedaleko sela Bilošyci (později Ščorsivka) v Korosteňském rajónu. Podle jiné verze byl zastřelen politickým komisařem divize z rozhodnutí revolučního tribunálu. Podle další jej ze žárlivosti zabil jeho pobočník. Tělo bylo pohřbeno ve vzdálené Samaře, neboť tam prý žili rodiče jeho ženy Frumy Jefimovny.

## Ščors v kultuře
Operu zpodobňující život N. A. Ščorse napsali Volodymyr Jakovyč Joryš (1936) a Serhij Serhijovyč Ždanov (1938), nejznámější je však opera Ščors Boryse Ljatošynského z roku 1938.
V roce 1939 natočil Olexandr Dovženko historický film Ščors.
Na Ukrajině se nacházelo několik jeho soch, tyto však začaly být po ruské invazi odstraňovány. Úřady nechaly odstranit např. roku 2023 jeho jezdeckou sochu v Kyjevě.

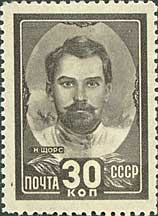
Poštovní známka SSSR (1944)
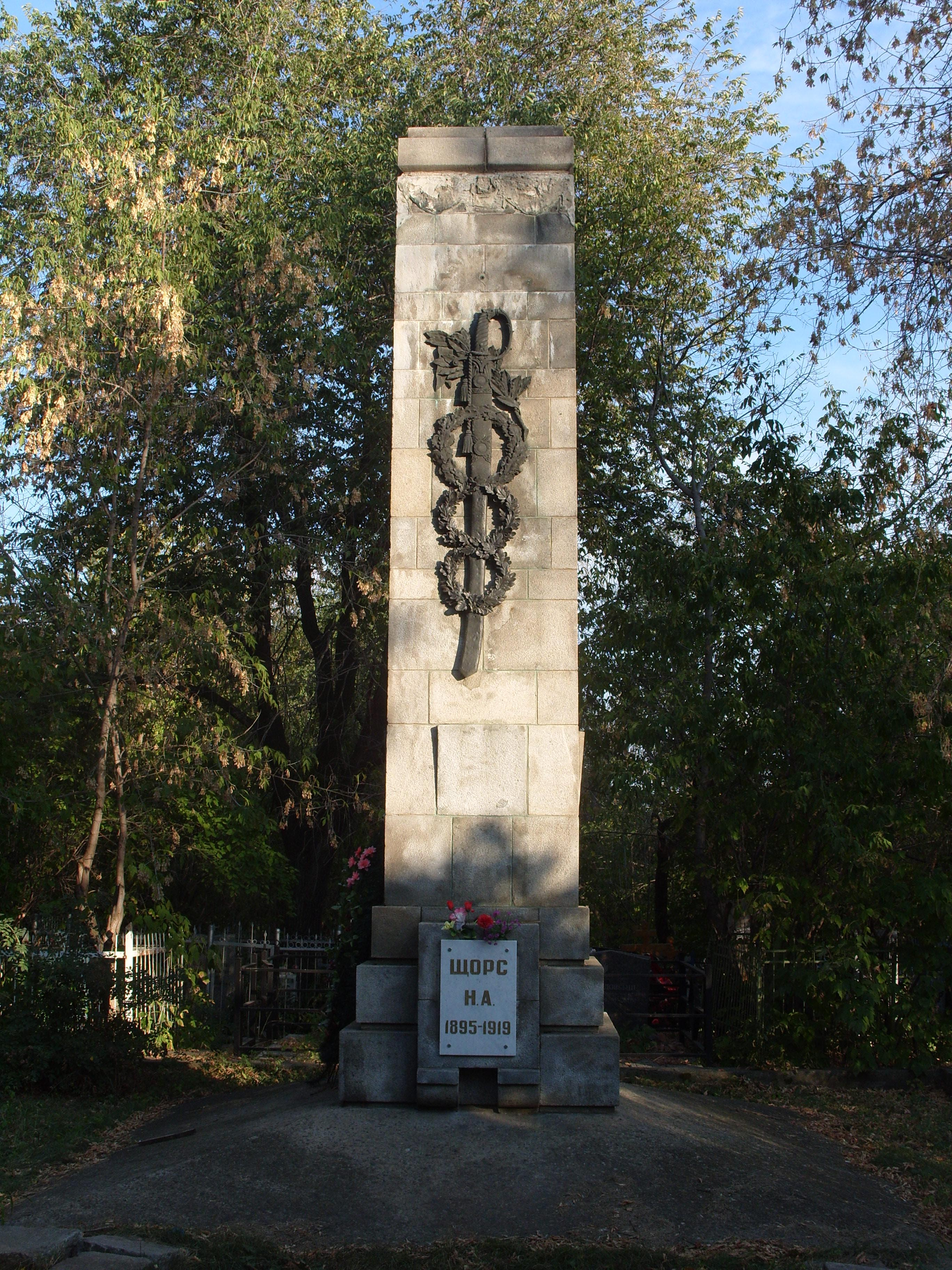
Náhrobek v Samaře z roku 1954
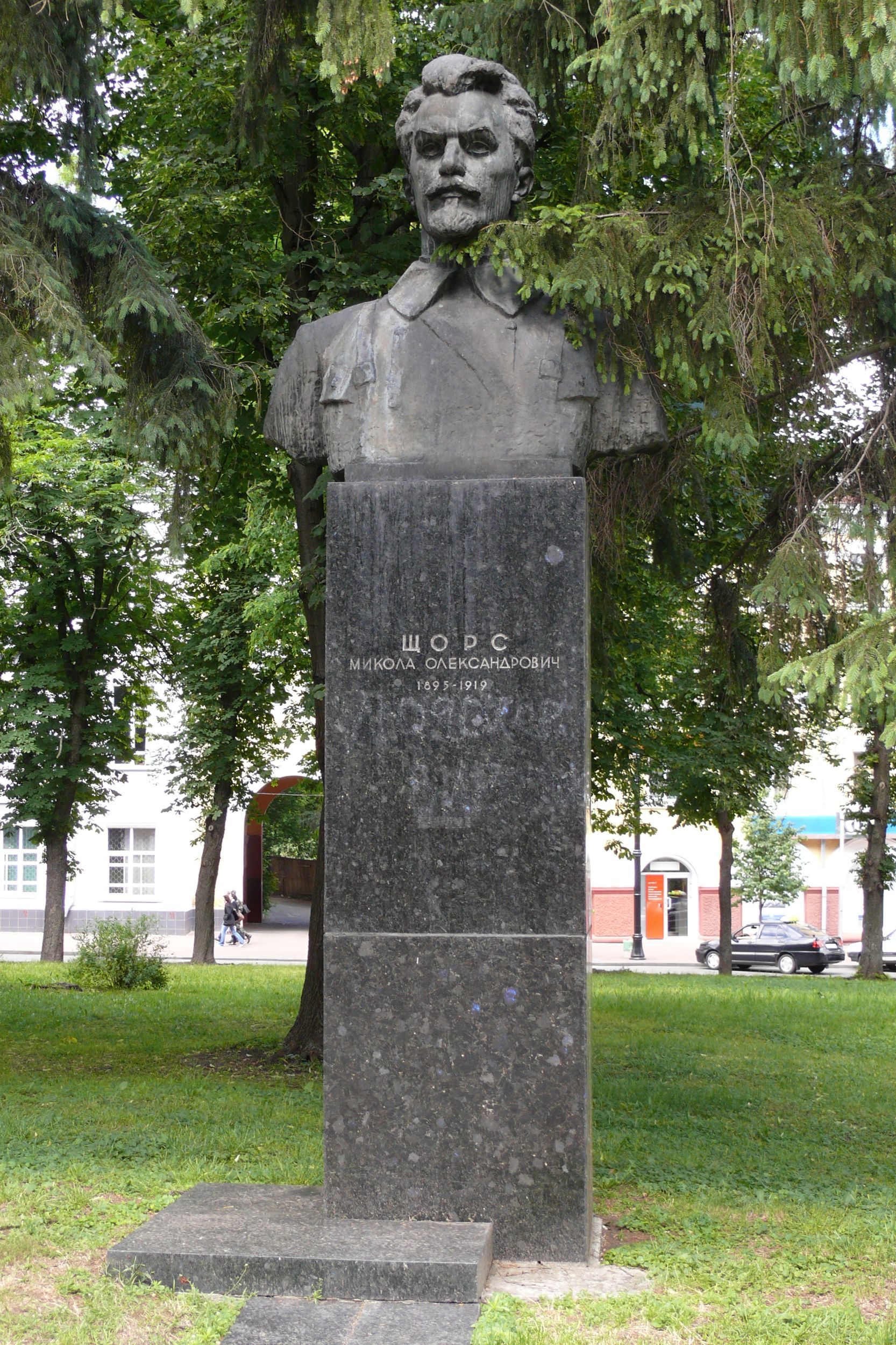
Památník v Černihivu. 17. dubna 2015 byla busta sražena a umístěna do muzea